# Philippe de Bourgogne-Beveren
Philippe de Bourgogne-Beveren, comte de La Roche, seigneur de Beveren et de la Veere, vicomte d'Aire, était un amiral flamand, né vers 1450 et mort à Bruges le 4 juillet 1498.

## Biographie
Il est le fils d'Antoine bâtard de Bourgogne. Il est le père d'Adolphe de Bourgogne, et le grand-père de Maximilien II de Bourgogne.
Avec son mariage avec Anne de Borselle, Philippe prit la succession du père de son épouse Wolfert VI de Borselen en Zélande.
Le 31 mai 1486, il devient seigneur de Veere à la suite de Maximilien d'Autriche qui avait destitué Wolfert en 1485 et en avait repris lui-même le titre. En tant que seigneur de Veere, Philippe résidait à Zandenburg.
Il est amiral des Flandres (en) de 1491 à 1498.
Il est gouverneur d'Artois
Il est fait chevalier de la Toison d'or au chapitre de Bruges en 1478.

## Famille et descendance
Il épouse Anne de Borselle, dame de la Veere.
De cette union, sont issus :
- Charlotte de Bourgogne (décédée en novembre 1509), mariée à Joost van Kruiningen, vicomte de Zélande (mort le 7 avril 1543)
- Adolphe de Bourgogne (décédé en 1540), successeur en tant que seigneur de Veere et amiral de Hollande.
- Anne de Bourgogne (décédée en 1512), mariée à Jean de Glymes (nl), seigneur de Walhain (décédé en janvier 1514)
- Marguerite de Bourgogne (décédée en 1522), épouse Jacobus/Jacques Malet, seigneur de Coupigny et de La Flotte (mort en juin 1507). Son mariage lui vaut les titres de "Dame de Hénin-Liétard et de La Fosse".